# بام سر بالا (مقاطعة دورود)
بام سر بالا (بالفارسية: بام سر بالا) هي قرية تقع في قسم جان الريفي (مقاطعة دورود) في إيران. يقدر عدد سكانها بـ 50 نسمة .